# 香港親共主義
中国共产党和中華人民共和國政府在香港有長期影響。中國共產黨成立不久，就在香港發起香港海員大罷工和省港大罷工事件，領導工人運動和左派團體。
1949年，中國國民黨因為國共戰爭敗退到臺灣，中國共產黨對香港方針轉為長期利用，保守維持資本主義體制的建制派由1980年代開始逐漸從親英轉為親共，被視為所謂「愛國愛港團體」及「穩定香港社會的力量」，反對者（泛民主派等）则稱其為土共、左仔、老共、保皇黨、「西環契仔契女」等。
自1980年代以來，中共中央採用多種不同的策略來取得對香港的更大控制權，現時主要是通過協調地方選舉來實現。

## 1949年後香港的共產主義
1945年，第二次世界大戰結束，日本投降，英國得以重新統治香港；1949年，中國共產黨勝出國共內戰而成立中華人民共和國，香港的親共產黨和親國民黨勢力逐漸透過工會運動形成壁壘分明的兩個陣營，親共產黨團體以成立於1948年的香港工會聯合會（工聯會）最具代表性，而親國民黨團體代表則有成立於1948年的港九工團聯合總會（工團）。兩陣營過去曾多次爆發衝突，其中以1956年的雙十暴動最為轟動，但總體上當時親國民黨團體勢力一直處於上風。
香港的親共團體，受歷史上毛澤东思想和文化大革命的極左思潮影響，被反對陣營貶稱為「土共」、「左仔」等。1967年，左派藉著多宗政治工潮引發六七暴動。期間他們發起連串示威和罷工行動，其後更在全港各處放置真假土製炸彈、殺害香港商業電台播音員林彬，嚴重影響社會秩序。此外，左派與警方爆發多場衝突，大批左派支持者被捕，一些左派報章也受到當局查封。六七暴動最後以失敗告終，此後香港的親共團體勢力一落千丈，長期遭受社會排斥。香港人的反共意識因而興起，並延續至反修例運動。

## 1980至90年代：回歸熱潮
1980年代，北京政府試圖通過吸收香港商界精英進入統戰制度來控制建制勢力。企業成員被指定為“代表”和“顧問”。
隨著1984年簽訂的《中英聯合聲明》確認中國於1997年7月1日恢復行使香港主權和中國共產黨的變化，香港建制勢力逐漸由親英轉為親共。
在六四事件之後，中共改變了策略。由於工人階級和農民階級的人數遠遠超過政府任命的精英，中共意識到他們不可讓民主在普通民眾中紮根，因此將重點擴大到爭取香港工人階級的支持。他們明確投入街坊福利會、區議會和地方市議會的領導層。
有感於工聯會不能有效吸納香港政府、企業和民主回歸派的支持，甚至要支持一些被認為違反勞工權益的政策，建制派在1992年正式成立政黨民主建港聯盟，以参加本地的三級議會选举。

## 自1997年起
1997年後，民建聯及工聯會長期在香港行政會議和香港立法會佔有席位。因長期作為執政聯盟成員，與工商界政黨香港經濟民生聯盟、自由黨和新民黨組成執政聯盟，支持政府的大部分政策。
2017年12月，中聯辦法律主任王振民證實，中共正在積極推動其“大陸化”的議程。引述他的話說：“自1997年7月1日起，香港的政治色彩無疑變成了紅色，意味著它已成為紅色中國的一部分。 所以不存在香港是否‘變紅’的問題，因為香港自1997年在中國共產黨的領導下就已經變紅了。”
2018年5月，建制派的知名人士蔡冠深和梁振英開始宣傳“大灣區人”的概念，以對抗香港本土派和自決派並為香港呈現2047年後的可能未來。

## 策略
中國政府駐港代表為中聯辦，新华社香港分社曾經充當此角色。而中共是控制中聯辦事務的幕後力量。
統戰力量協調香港立法會（LegCo）和地方選舉的提名和競選活動。有時部分建制派被列為“獨立人士”並參加選舉（但泛民主派則貶稱為假獨立）。其中一個例子是2007年香港立法會香港島地方選區補選中的葉劉淑儀。它不會摧毀民主派人士（如陳方安生），因為這樣做的政治成本太高。它基本上分化泛民主派，而使他們軟弱且沒有威脅。在這種情況下，反對的敵人是香港民主黨，因為該政黨代表了民主派人士的意願。
雖然一国两制將香港和澳門與北京的統治分開，但統戰試圖讓選民遠離泛民主派，以保持他們的弱勢。其中一個例子是民主建港協進聯盟對香港房地產市場的言論，希望得到中下階層的支持。
自2020年起，當建立維護國家安全制度（港區維護國家安全法、維護國安條例）與完善選舉制度後，除了加強愛國教育外，他們更為積極解決房屋問題，以及青年發展事務。此外加強重新發展經濟、改變福利，從而改善民生。現時，香港親共主義者更為愛國，而傳統精英派被邊緣化，即是精英時代隕落，建制派寧左勿右的意思，恢復以住左派的思維。

## 接受指揮的黨派
統戰還依賴在香港社會擁有基層的盟友，例如：
- 香港工會聯合會 (HKFTU)
- 民主建港協進聯盟 (DAB)
- 新界社團聯會 (NTAS)
- 香港政研會
- 幫幫香港出聲行動
- 愛港之聲